# Musée d'Art de Turku
Le musée d'art de Turku (finnois : Turun taidemuseo) est un musée d'art au centre de Turku en Finlande.

## Architecture
En 1900, on organise un concours d'architectes entre quatre architectes pressentis.
Le jury rassemble Ernst Dahlström (fi), Robert Magnus Dahlström (fi), Victor Westerholm, Sebastian Gripenberg et Magnus Schjerfbeck. 
Le concours se termine avec deux candidats à égalité : Gustaf Nyström et l'équipe Anders, Jung & Bomansson. 
Après un nouveau concours, le jury choisit Gustaf Nyström.
Le bâtiment est construit en 1904 selon les plans de Gustaf Nyström.

## Collections
L'importante collection du Musée est la propriété de l'association Konstföreningen i Åbo – Turun Taideyhdistys ry. 
Les points saillants de la collection sont : l'âge d'or de l'art finlandais, les œuvres artistiques d'importance nationale de la région de Turku, le surréalisme finlandais et international, les autoportraits d'inspiration Pop art à partir des années 1960 et l'art contemporain.
La collection se compose de plus de 6500 œuvres qui sont présentées au second étage par des expositions tournantes.
Au second étage, on peut aussi voir un studio d'art contemporain et depuis 2008, une salle obscure où sont présentées des œuvres vidéos et des œuvres des Balkans et du Moyen-Orient.
Le recueil de 57 miniatures d'Henry Lönnfors intitulé l'Amour unit deux cœurs (fi) a été élu en 2009 la plus belle œuvre de l'année,.

## Œuvres

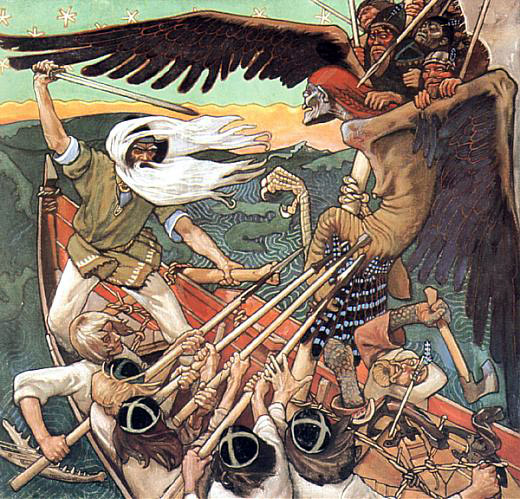
La Défense du sampo , Akseli Gallen-Kallela.
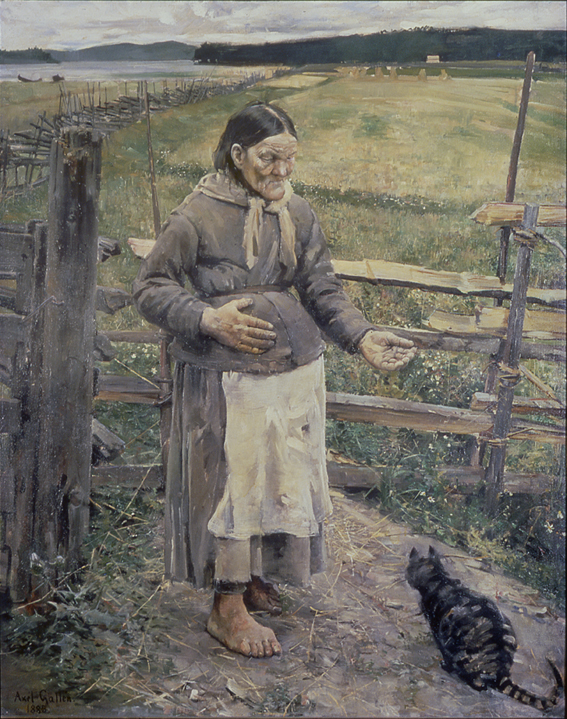
La vieille femme et le chat, Akseli Gallen-Kallela.
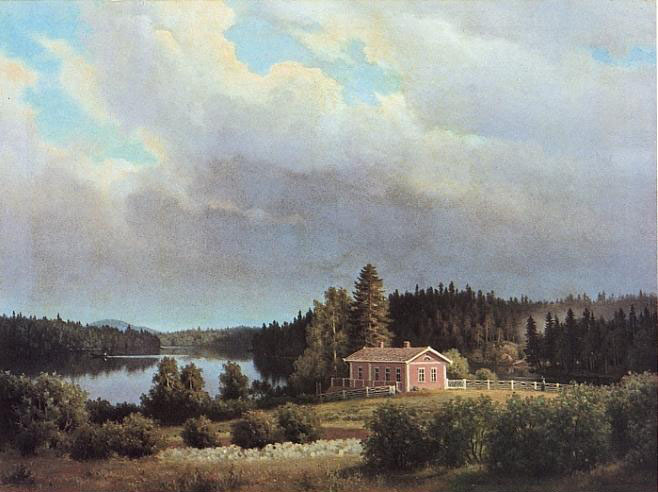
Vue de la baie d'Hamina, Ferdinand von Wright.

## Architecture

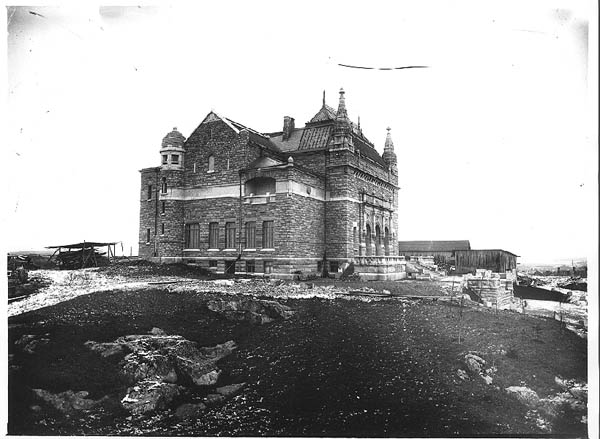
Le bâtiment du musée au début du XXe siècle.
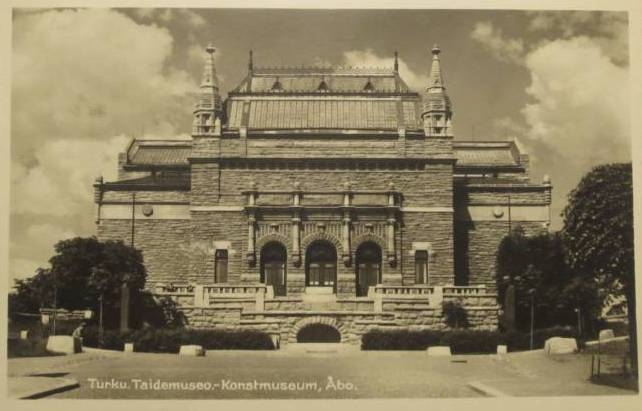
Le bâtiment du musée dans les années 1930
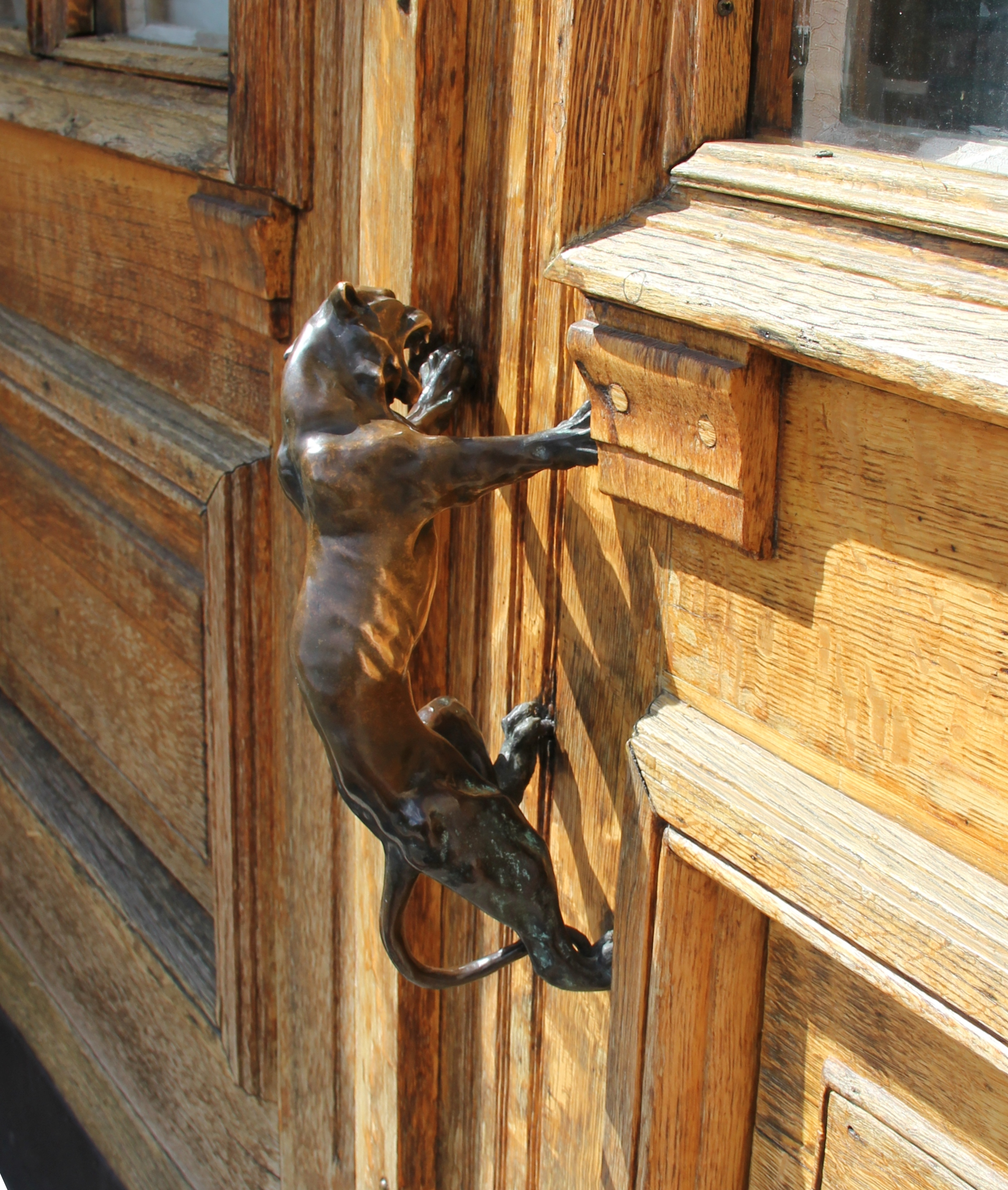
Poignée de la porte principale.
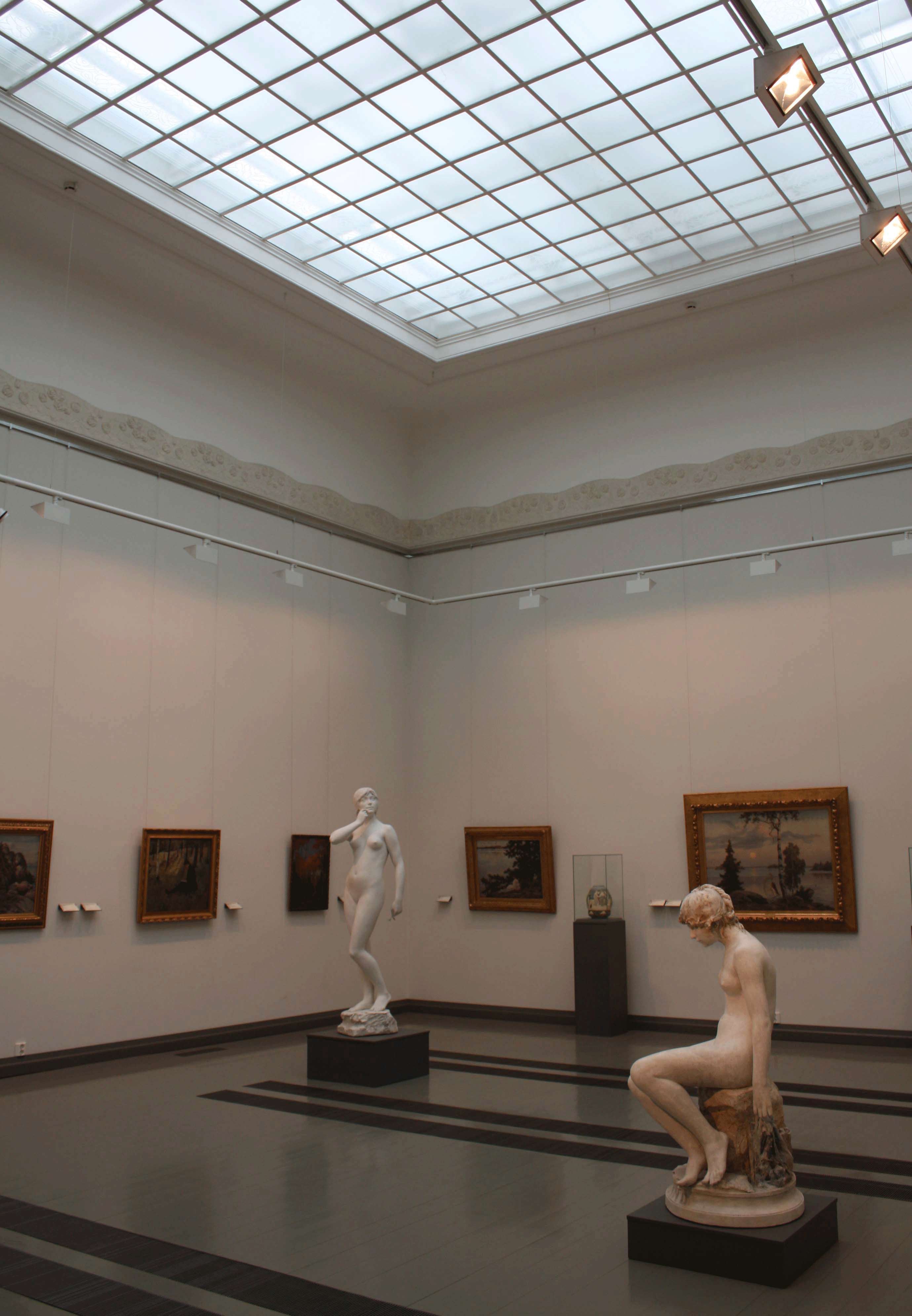
Lieu d'exposition.
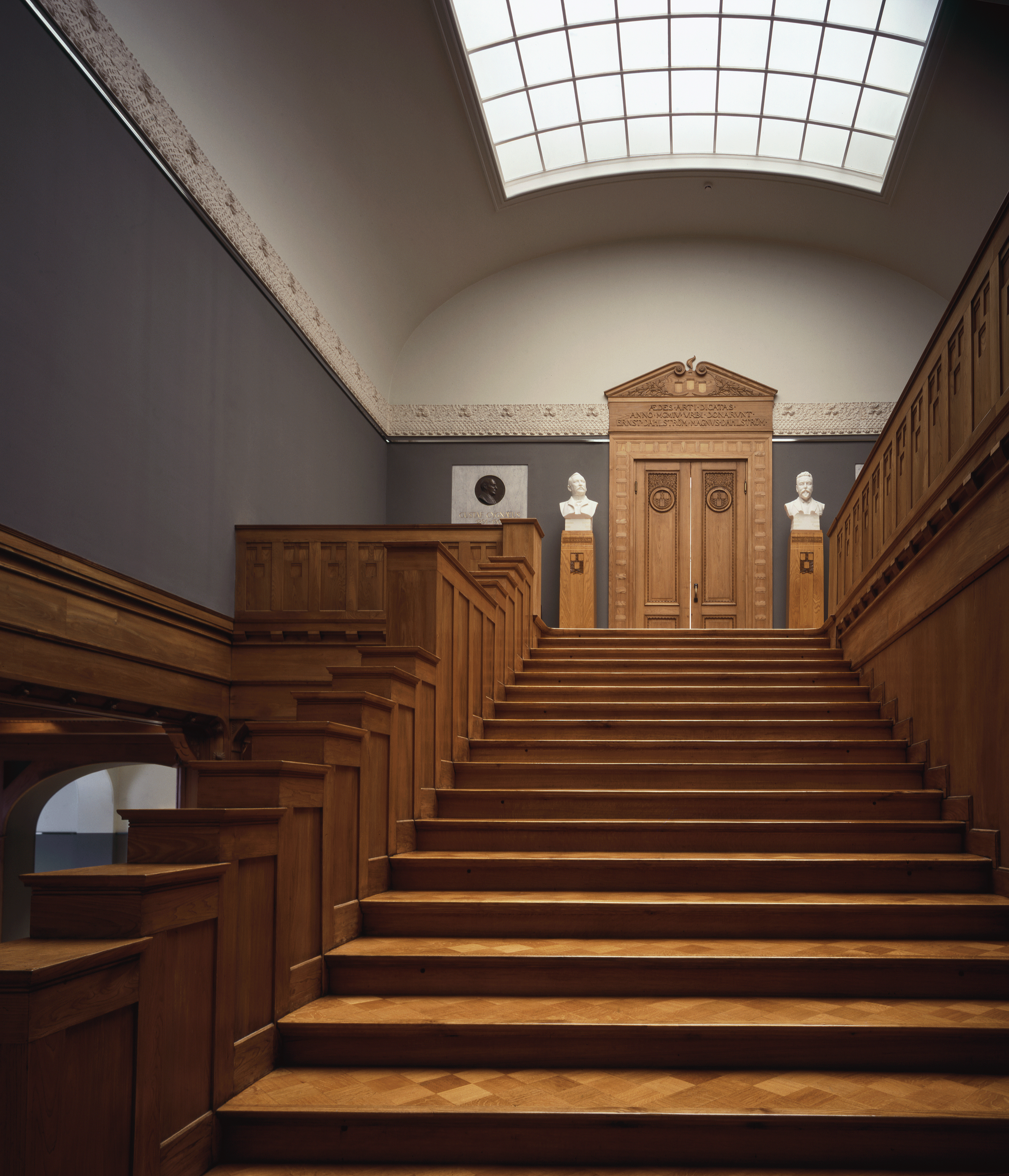
Escalier intérieur.